# Lamaze-Technik
Die Lamaze-Technik, häufig auch einfach als Lamaze bezeichnet, ist eine Geburtstechnik, die in den 1940er Jahren vom französischen Geburtshelfer Dr. Fernand Lamaze als Alternative zu medizinischen Eingriffen bei Geburten entwickelt wurde. 
Ziel von Lamaze ist es, das Vertrauen einer werdenden Mutter in ihre Fähigkeiten bei der Geburt zu verbessern. In Kursen lernen schwangere Frauen, so mit dem Geburtsschmerz umzugehen, dass auch die Wehen erleichtert werden, und sie sich bei der Geburt wohler fühlen. Eine wichtige Rolle dabei spielen gezielte Atmung, Bewegung und Massagen.

## Geschichte
Dr. Lamaze stand unter dem Einfluss der Geburtstechniken in der Sowjetunion, zu denen unter anderem Atem- und Entspannungstechniken unter der Obhut einer "Monitrice" oder Hebamme gehörte. Die Lamaze-Methode wurde in den USA populär, nachdem sie von Marjorie Karmel 1959 in ihrem Buch Thank You, Dr. Lamaze beschrieben worden war.
Mit dem Aufkommen der Periduralanästhesie in den 1980er Jahren, und der Verbreitung der kontinuierlichen elektronischen Überwachung des Fötus als Standardmethode, änderten sich auch Art und Ziel der Lamaze-Methode. Heutzutage propagiert die Organisation Lamaze International eine Philosophie der persönlichen Selbstbestimmung der Schwangeren durch allgemeine geburtsvorbereitende Kurse. In modernen geburtsvorbereitenden Lamaze-Kursen erlernen werdende Mütter verschiedene Möglichkeiten, mit Wehen umzugehen und die Schmerzen während des Geburtsvorgangs zu verringern. Sie erfahren, wie eine normale (physiologische) Geburt einschließlich der ersten Momente nach der Geburt stattfinden kann. Zur Lamaze-Technik gehören verschiedene Maßnahmen, die bei der Geburt und im Umgang mit Mutter und Neugeborenem von Bedeutung sind: Techniken, durch die eine Geburt selbständig begonnen werden kann, Bewegungen und Positionen, Massagen, Aromatherapie, die Verwendung von Heizkissen und kalten Kompressen, informierte Einwilligung und informierte Ablehnung bestimmter Maßnahmen, Atemtechniken, die Verwendung eines "Geburtsballs" (Yoga- oder Gymnastikballs), spontanes Pressen, aufrechte Positionen für Wehen und Geburt, Techniken zum Stillen, sowie die Möglichkeit, Mutter und Baby nach der Geburt in einem Raum weiter zu versorgen (Rooming in).